# Montauriol (Tarn)
Montauriol is een gemeente in het Franse departement Tarn (regio Occitanie) en telt 55 inwoners (2009). De plaats maakt deel uit van het arrondissement Albi.

## Geografie
De oppervlakte van Montauriol bedraagt 5,2 km², de bevolkingsdichtheid is dus 10,6 inwoners per km².
De onderstaande kaart toont de ligging van Montauriol (Tarn) met de belangrijkste infrastructuur en aangrenzende gemeenten.

## Demografie
Onderstaande figuur toont het verloop van het inwonertal (bron: INSEE-tellingen).
1. ↑  Populations de référence 2022.